# نابادوگو
نابادوگو شهری در شهرستان سابو در استان بولکیمده در بورکینافاسوی غربی مرکزی است جمعیت آن ۷۰۵۷ نفر است.